# Manoir de Curlande
Le manoir de Curlande est un manoir situé à Marcillac-Vallon, en France.

## Localisation
Le manoir est situé sur la commune de Marcillac-Vallon, dans le département français de l'Aveyron.

## Historique
L'édifice est inscrit au titre des monuments historiques en 2001.